# Дамаянджи
Дамаянджи или Дэмаенджи ( бир.ဓမ္မရံကြီး ) — буддийский храм, расположенный в Пагане, Мьянма. Являясь самым крупным из всех храмов в Пагане, Дамаянджи, согласно народным преданиям, был построен во времена правления короля Нарату (1167-1170). Нарату, вступивший на престол после убийства своего отца Алаунситу и своего старшего брата, по-видимому, построил этот большой храм, чтобы искупить свои грехи.
Дамаянджи является самым большим храмом в Пагане и построен как подобие храма Ананды. Бирманские хроники утверждают, что в то время как строительство храма ещё продолжалось, король был убит неизвестными индийцами, и, следовательно, храм не был завершён. Сингальские источники, однако, указывают, что король был убит сингальскими захватчиками.
Внутренние помещения храма были замурованы по неизвестным причинам и пребывают в таком состоянии до сих пор; таким образом, для обозрения доступны только внешние галереи и четыре балкона храма. У западного крыльца храма расположено две статуи сидящего Будды.